# Àcid làctic
L'àcid làctic o àcid 2-hidroxipropanoic (nom preferit per la IUPAC, PIN), és un àcid carboxílic natural, de cadena lineal, que conté tres carbonis i un grup hidroxi (–OH) en el segon, de fórmula H₃C-CH(OH)-COOH o C₃H₆O₃. Juga un important paper en diversos processos bioquímics, com el de la fermentació làctica, que es produeix a les cèlules dels músculs. En solució pot perdre l'hidrogen del grup carboxi –COOH i convertir-se en l'anió lactat C3H5O3–.
L'àcid làctic es produeix també per acció específica de certs lactobacils, sobretot Lactobacillus delbrueckii, els quals intervenen en la majoria dels processos espontanis d’acidificació i, per tant, en l’obtenció de llet fermentada (iogurts, quefir, etc.), formatges, col àcida (xucrut), conserves vegetals àcides confitades, embotits, productes de salaó de carn i de peix i olives. L’àcid làctic influeix en els caràcters organolèptics d’aquests productes i hi evita la proliferació de microorganismes indesitjables.
En la indústria alimentària s'empra com a conservant i acidulant. Té el codi alimentari E270. S'obté de forma natural per extracció del sucre de la llet (lactosa) o de forma sintètica fermentant sucre de canya (sacarosa), sucre de raïm (glucosa) o midó de blat de moro (maicena) amb bacteris de la família Lactobacillus. S'empra per prevenir llevats i fongs. Hom l’empra també com a diluent d’agents aromàtics.

## Nomenclatura

Enantiòmers de l'àcid làctic. A l'esquerra (S)-àcid 2-hidroxipropanoic (PIN) o (S)-àcid làctic i a la dreta el (R)-àcid 2-hidroxipropanoic (PIN) o (R)-àcid làctic.

A causa de que el carboni central està unit a quatre grups diferents, l'àcid làctic és una molècula quiral, presenta activitat òptica i posseeix dos isòmers òptics, anomenats (R)-àcid 2-hidroxipropanoic i (S)-àcid 2-hidroxipropanoic (noms preferits per la IUPAC o PIN). Nogensmenys, també són acceptats per la IUPAC (R)-àcid làctic i (S)-àcid làctic. No són actualment recomanats D-àcid làctic, D-(-)-àcid làctic, L-àcid làctic, L-(+)-àcid làctic.
La mescla 1:1 d'ambdós isòmers, dit racemat o mescla racèmica, s'anomena preferentment rac-àcid 2-hidroxipropanoic. També són acceptats: (RS)-àcid 2-hidroxipropanoic, rac-àcid làctic i (RS)-àcid làctic. No és acceptat actualment per la IUPAC DL-àcid làctic.

## Història

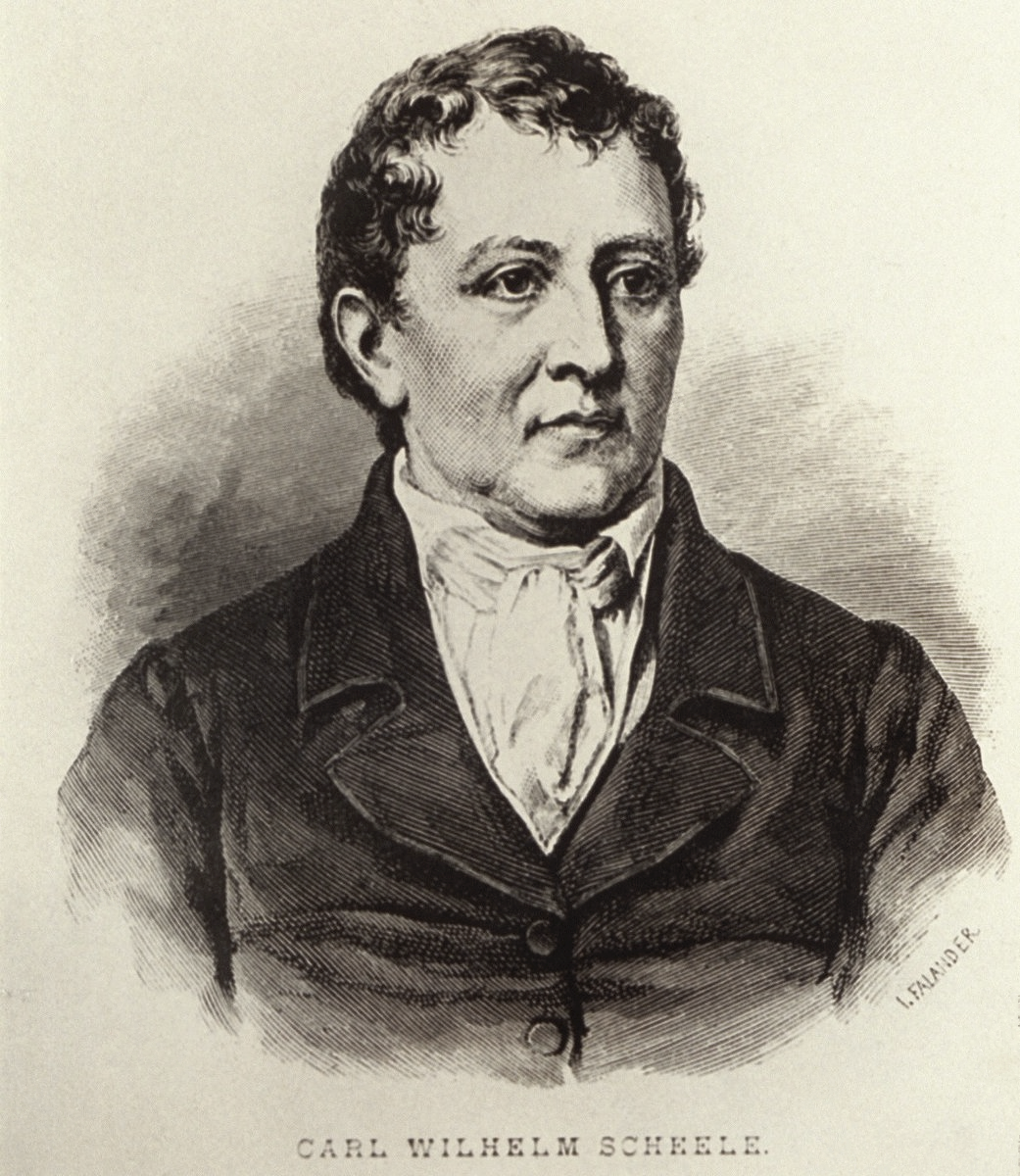
Carl Wilhelm Scheele.

L'àcid làctic fou trobat i descrit per primera vegada a la llet agra pel químic suec Karl Wilhelm Scheele (1742–1786) el 1780. Scheele l'anomenà Mjölksyra, que significa «àcid de la llet» en suec. El 1789 el químic francès Antoine L. Lavoisier (1743–1794) li donà el nom actual, que també significa «àcid de la llet», i que és una formació culta analògica sobre la base del llatí lac, lactis ‘llet’.
El químic suec Jöns Jacob Berzelius (1779–1848) el trobà en fluids extrets de carn el 1808, i el químic alemany Justus von Liebig (1803–1873) demostrà que l'àcid làctic sempre era present en el teixit muscular dels organismes morts. Fins al 1857, es considerà un component de la llet. En aquest any el químic francès Louis Pasteur (1822–1895) el trobà en un altre fenomen i postulà que l'àcid làctic és un metabòlit de fermentació generat a causa de la implicació de certs microorganismes. En suport del descobriment de Pasteur, un altre químic francès, Edmond Frémy (1814–894), produí àcid làctic mitjançant fermentació i això donà lloc a la primera producció industrial d'àcid làctic als Estats Units mitjançant un procés microbià el 1881. L'empresa farmacèutica alemanya Boehringer Ingelheim utilitzà aquest mètode a escala industrial a partir del 1895, obrint el camí per a la fabricació a gran escala de productes a base d'àcid làctic per al seu ús en les indústries alimentària i tèxtil.

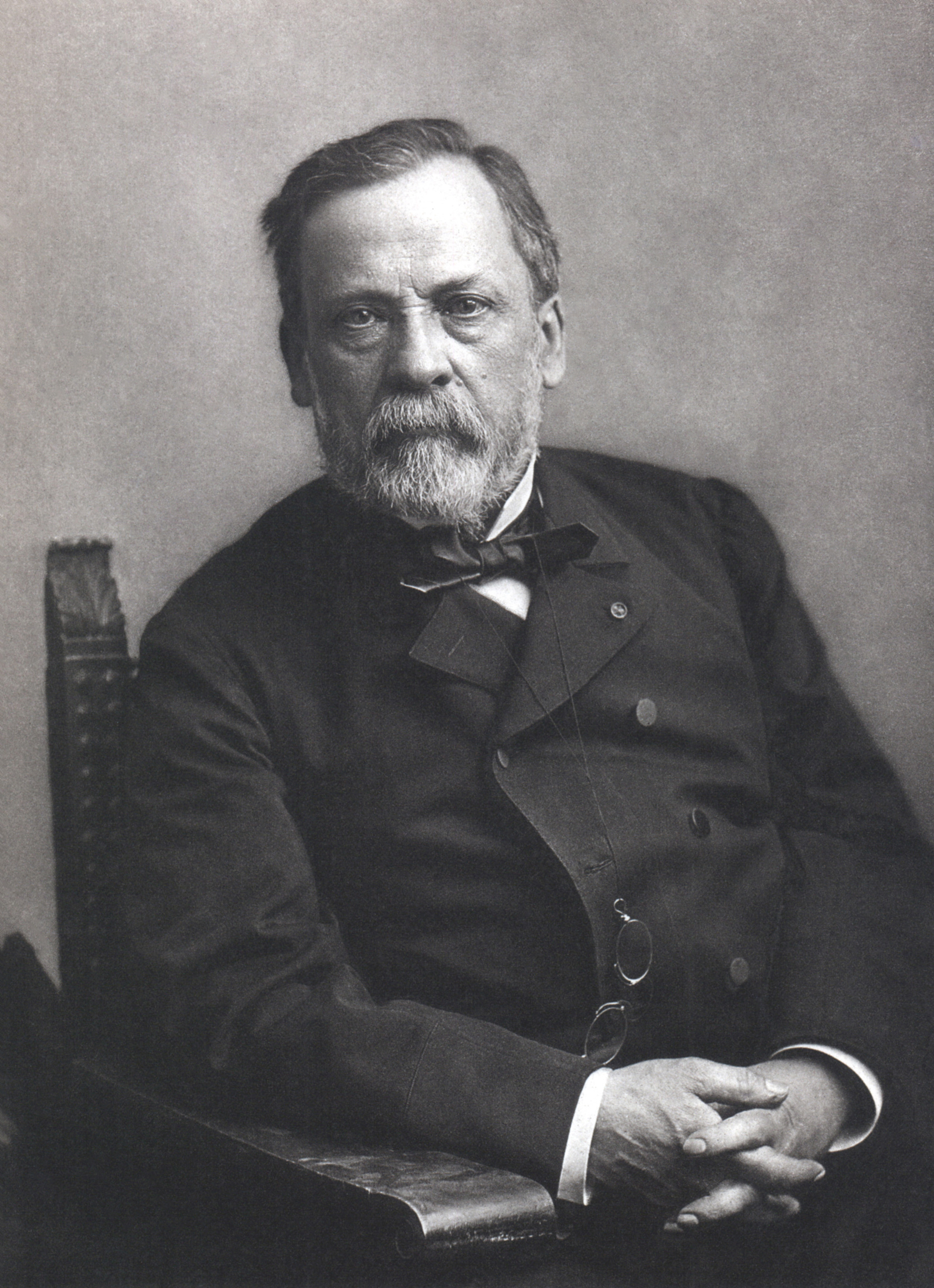
Louis Pasteur.

El 1859, Emil Heinrich du Bois-Reymond (1818–1896), metge alemany, publicà diversos articles sobre la influència de l'àcid làctic en la contracció muscular. El químic japonès Trasaburo Araki i H. Zillessen, independentment, descobriren el 1891 que si interrompien el subministrament d'oxigen als músculs en mamífers i aus, es formava i augmentava l'àcid làctic. Aquesta fou la primera demostració de la relació entre la hipòxia tissular i la formació de lactat. L'aparició d'un augment de l'àcid làctic a la sang (hiperlactatèmia) avui dia reflecteix una malaltia greu, en què l'augment dels nivells de lactat a la sang pot ser el resultat tant de la producció anaeròbica com aeròbica o d'una disminució de la depuració.
Fou el metge i químic alemany Johann Joseph Scherer (1814–1869) qui demostrà per primera vegada la presència d'àcid làctic a la sang humana en condicions patològiques després de la mort el 1843 i el 1851. Fou durant l'epidèmia de febre puerperal que es produí l'hivern de 1842–1843 a Würzburg (Baviera) i els seus voltants, que descriví els casos de set dones joves que moriren totes durant el peripart. El metge austríac Carl Folwarczny (1832–1875) el 1858 demostrà per primera vegada la presència d'àcid làctic a la sang d'un pacient viu.
L'ús del lactat com a eina pronòstica fou suggerit per primera vegada pels estatunidencs G. Broder i M.H. Weil el 1964. Aquests investigadors estudiaren l'increment de lactat en una sèrie de 56 pacients amb signes clínics d'insuficiència circulatòria. Els mesuraments es realitzaren aproximadament cada 8 hores des de l'admissió dels pacients fins a la seva recuperació o decés.
Actualment, la demanda mundial d'àcid làctic s'estima que és aproximadament de 130.000 a 150.000 tones anuals i s'espera que el consum mundial d'àcid làctic augmenti ràpidament en un futur pròxim.

## Propietats

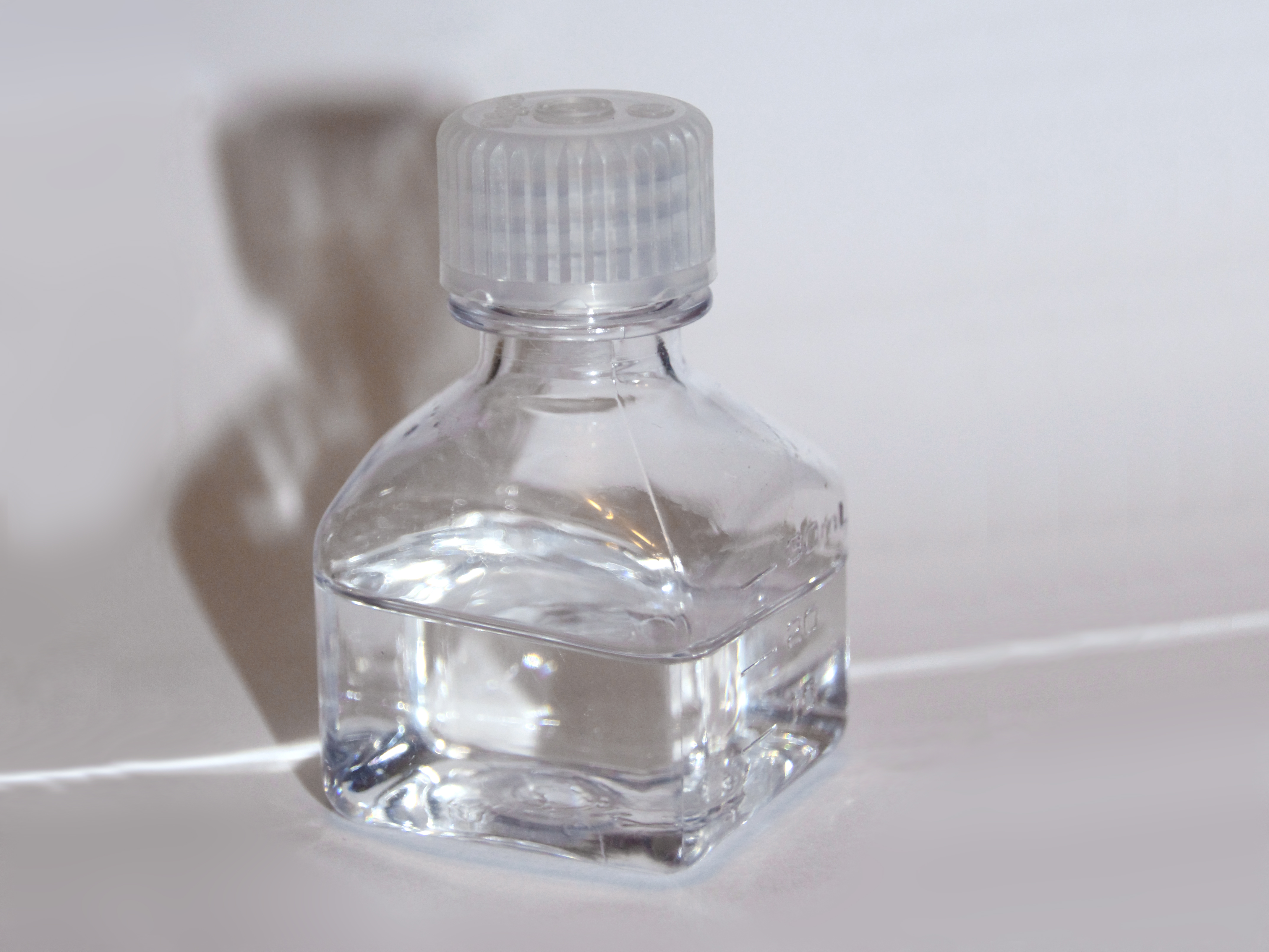
Mescla racèmica d'àcid làctic.

Estructures d'àcids polilàctics.

L'àcid làctic es presenta com un líquid xaropós incolor o groc inodor. És corrosiu per a metalls i teixits. El seu punt de fusió és de 16,8 °C. A 21 °C la seva densitat és d'1,2060 g/cm³. La pressió de vapor de l'àcid làctic és de 0,0813 mmHg a 25 °C. El seu índex de refracció val 1,4392 a 20 °C. És completament soluble en aigua. També és completament soluble en etanol, èter dietílic i altres dissolvents orgànics miscibles amb aigua, i és pràcticament insoluble en benzè i cloroform. El pH d'una solució aquosa d'àcid làctic al 10% en pes és d'1,75 (pKa = 3,86 a 20 °C). És estable en les condicions d'emmagatzematge recomanades. Quan s'escalfa, es deshidrata formant una sèrie d'àcids polilàctics com l'àcid lactilàctic, el trímer lineal i els polímers superiors. Si s'escalfa fins a la descomposició, emet fum acre i fums irritants.

## Metabolisme

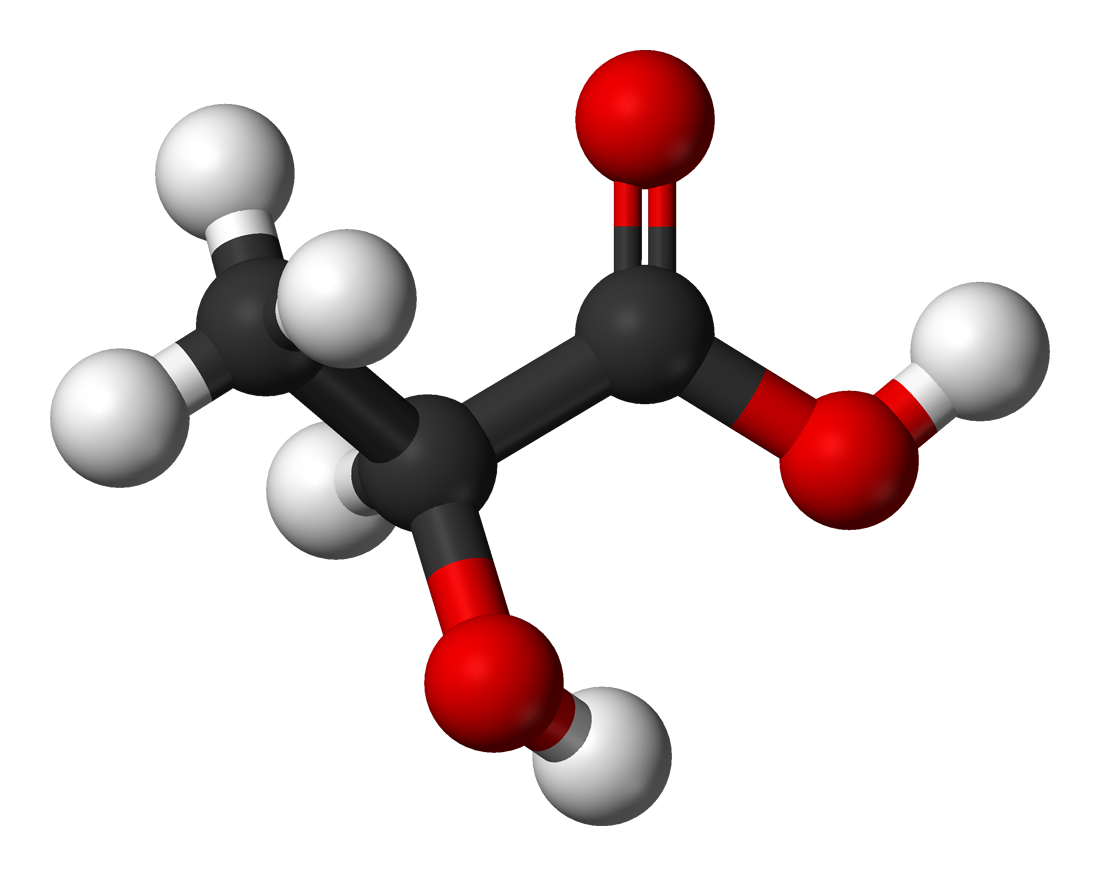
Fórmula tridimensional de l'(S)-àcid làctic.

### Animals
En els animals l'(S)-lactat es produeix constantment a partir del piruvat via l'enzim lactat deshidrogenasa (LDH) en un procés químic de fermentació, dit fermentació làctica, durant el metabolisme normal i l'exercici. L'equació química simplificada d'aquesta reacció és:
{\displaystyle C_{6}H_{12}O_{6}\longrightarrow 2C_{3}H_{6}O_{3}+2ATP}

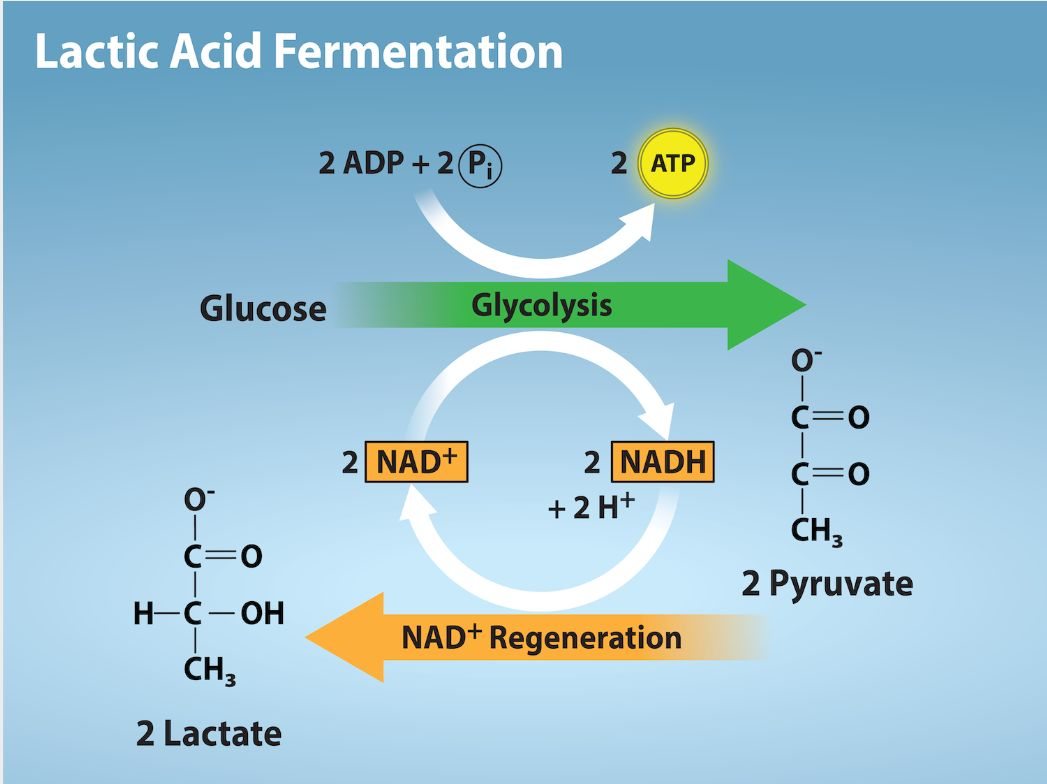
Durant el procés de la glicòlisi, la glucosa és oxidada a piruvat, alhora que el coenzim NAD+ és reduït a NADH. Aquest procés genera, a més, un rendiment net de dues molècules d'ATP mitjançant la fosforilació a nivell de substrat. En determinats tipus cel·lulars i en absència d'oxigen, el procés de la fermentació possibilita la reducció del piruvat a lactat i, consegüentment, la reoxidació del NADH a NAD+. Aquesta regeneració del NAD+ és indispensable perquè la via glicolítica prossegueixi i continuï la síntesi d'ATP per fosforilació a nivell de substrat.

És a dir, una molècula de glucosa C6H12O6 dóna dues molècules d'àcid làctic C3H6O3 i dues d'ATP o trifosfat d'adenosina (transportador d'energia). Aquest procés té lloc en dues etapes:
1. Glicòlisi: Primer, una molècula de glucosa es degrada al citoplasma de la cèl·lula per formar dues molècules d'àcid pirúvic C3H4O3. En aquest procés es genera una petita quantitat d'energia neta en forma de dues molècules d'ATP.[9]
2. Reducció de l'àcid pirúvic: Com que no hi ha oxigen disponible, l'àcid pirúvic no pot entrar al cicle de Krebs (la via normal de la respiració cel·lular). En lloc d'això, es redueix per convertir-se en àcid làctic. Aquest pas és crucial perquè recicla coenzims (NADH en NAD+) que són necessaris per tal que la glicòlisi pugui continuar produint ATP.[9]

En resum, la fermentació làctica és una via metabòlica anaeròbica que permet a les cèl·lules (com les musculars durant un exercici intens o certs bacteris com els del iogurt) obtenir energia ràpidament a partir de la glucosa quan l'oxigen és limitat. Durant el període de repòs es transforma en glucosa en el fetge i en el cor.
No s'incrementa la concentració fins que la taxa de la producció de lactat excedeix la taxa d'eliminació de lactat que està regida per un gran nombre de factors com els transportadors de monocarboxilat, la concentració de LDH i la capacitat oxidativa dels teixits. La concentració del lactat en la sang és normalment d'1–2 mmol/L en repòs, però pot arribar a 20 mmol/L durant un exercici intens.

### Microorganismes

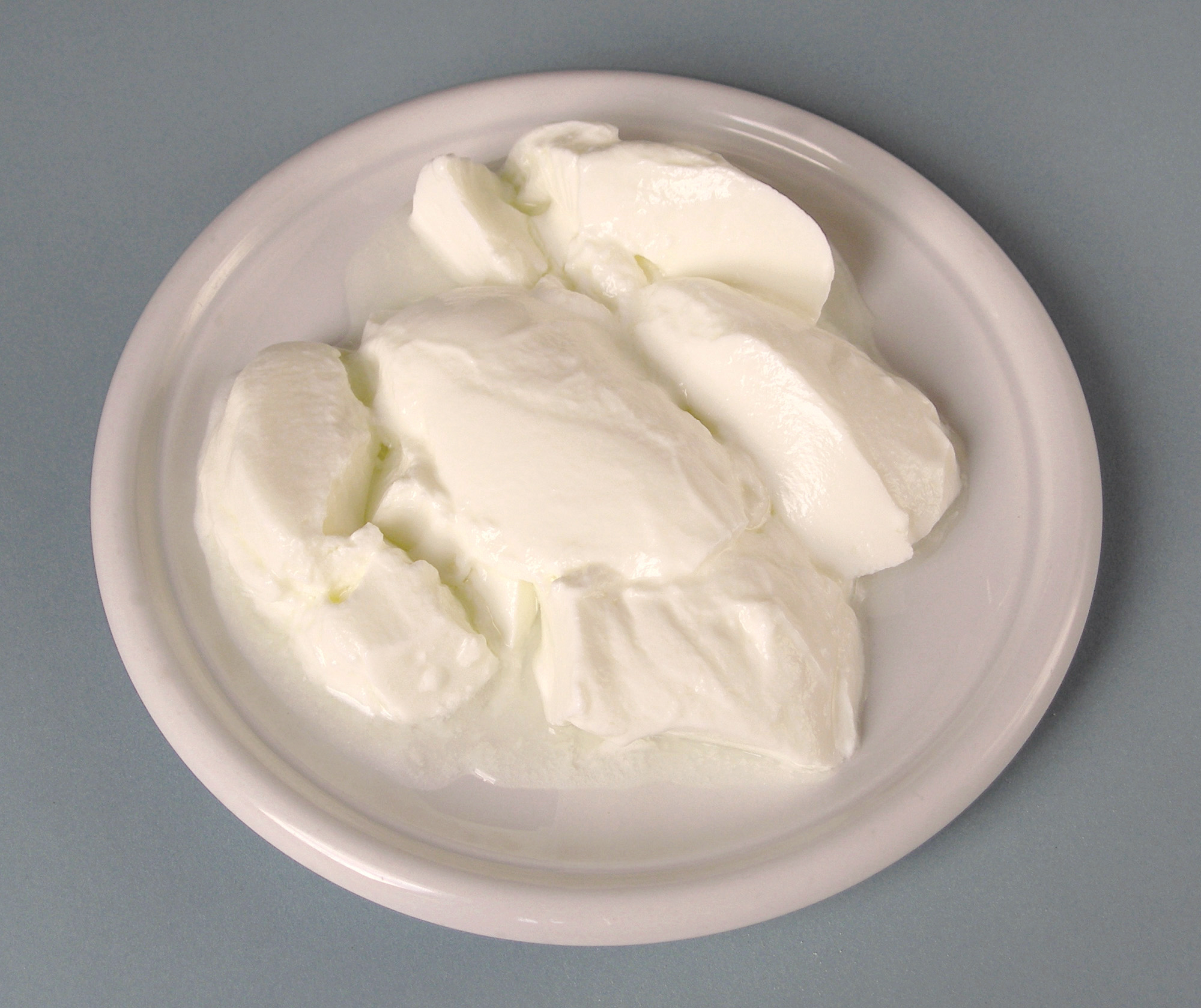
Iogurt.

L'àcid làctic es produeix també en la fermentació làctica en què els sucres són transformats en àcid làctic per acció específica de certs lactobacils, sobretot Lactobacillus delbrueckii, els quals intervenen en la majoria dels processos espontanis d’acidificació i, per tant, en l’obtenció de productes alimentaris fermentats. L’àcid làctic influeix en els caràcters organolèptics d’aquests productes i hi evita la proliferació de microorganismes indesitjables.
A més dels lactobacils, altres fongs i bacteris causen la fermentació de l'àcid làctic. Leuconostoc mesenteroides, Pediococcus cerevisiae, Streptococcus lactis i Bifidobacterium bifidum també són força comuns. També hi ha altres microorganismes menys comuns que són capaços de fermentar l'àcid làctic, per exemple Diphtheria bacilli.

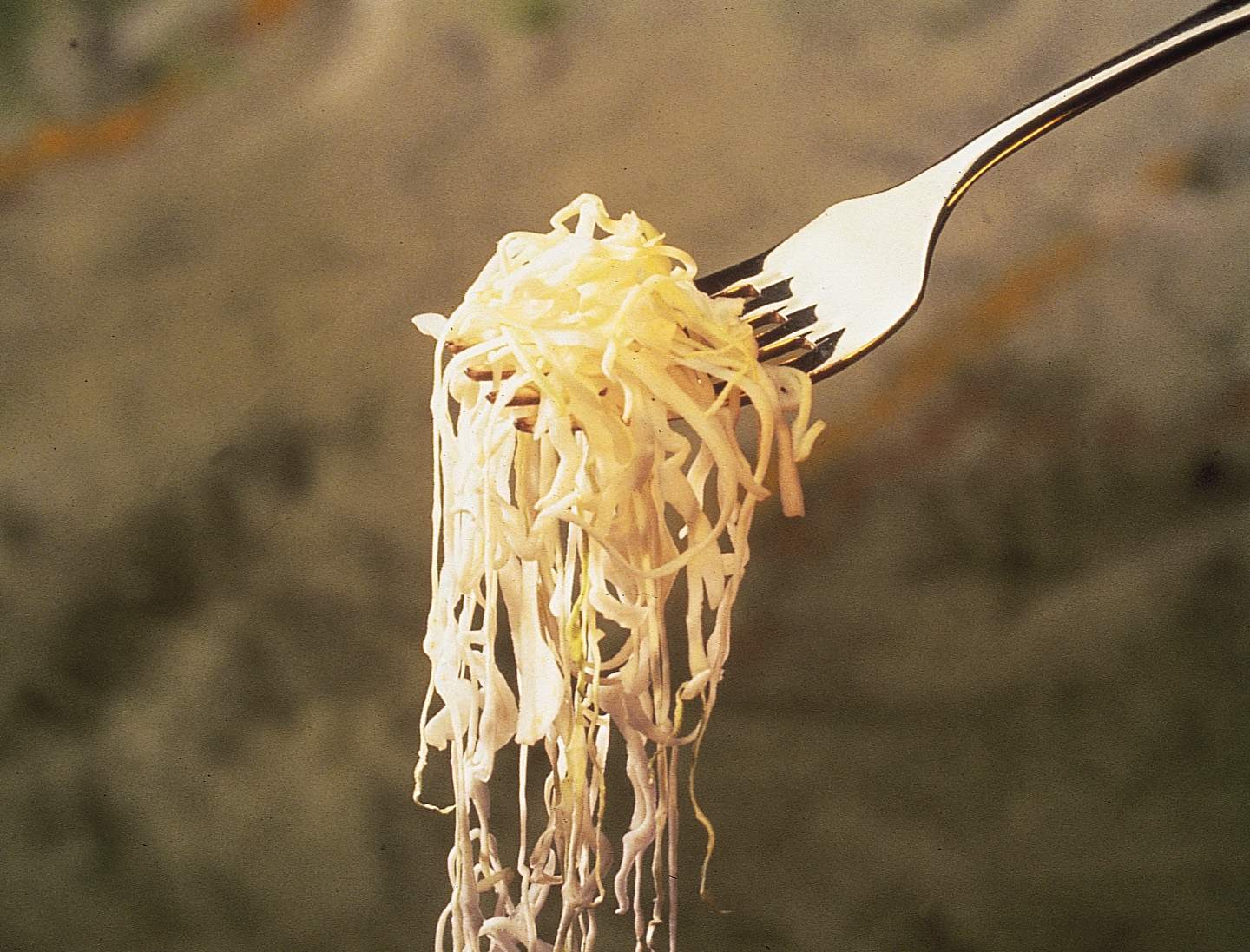
Xucrut.

Diversos organismes fermentadors s'utilitzen per a la producció d'aliments fermentats. El iogurt és, potser, l'aliment més comú. En la seva producció hi ha Lactobacillus bulgaricus i Streptococcus thermophilus. Per fer iogurt probiòtic, s'utilitza Lactobacillus acidophilus. A l'Europa Central, el quefir, el xucrut i el sèrum de llet són begudes comunes derivades de la llet. El xucrut se sol produir mitjançant la fermentació de la col amb Leuconostoc. Del kimchi, un aliment fermentat coreà comú es va aïllar Lactobacillus kimchii. Diferents parts del món tenen productes de fermentació locals. Així, a Polònia, els cogombrets en vinagre i la sopa a base de sègol fermentat, el zhur, són habituals a la cuina nacional. Les olives fermentades són típiques dels països de la regió mediterrània. Les verdures fermentades són molt presents a la cuina japonesa. A Sud-àfrica es produeix una farineta de blat de moro fermentat anomenada magou. La cuina tailandesa ofereix carn de porc fresca fermentada anomenada bham, i a les Filipines es serveix un plat d'arròs fermentat amb gambes, anomenat balao balao. A tot el món és habitual una àmplia varietat de formatges fermentats. El formatge cottage i el formatge de llet d'ovella (bryndza, feta, ricotta, pecorino, romano i rocafort) es produeixen mitjançant la coagulació tèrmica de la llet fermentada. Els formatges durs fermentats són produïts per diversos bacteris i tecnologies; totes elles impliquen bàsicament la fermentació de l'àcid làctic. A Orient, la proteïna de soja fermentada s'ofereix com a tofu; quan es fermenta amb diversos additius com ara herbes, gambes i altres ingredients, es presenta com a "tofu pudent" (chou tofu).

## Acidosi làctica

### Àcid làctic i exercici

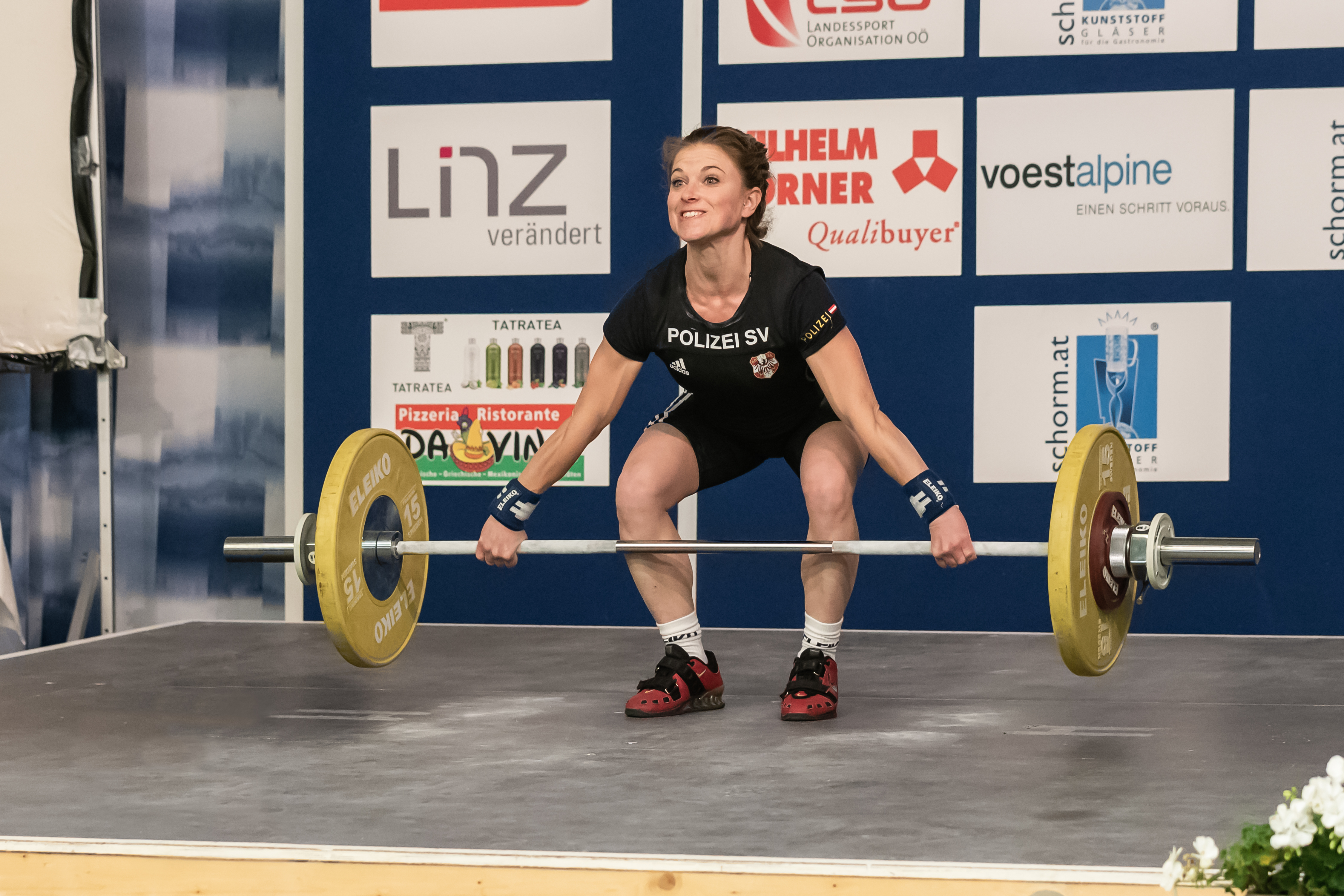
Exercici d'aixecament de pesos, halterofília. En els exercicis d'alta intensitat els músculs produeixen àcid làctic.

Els músculs depenen de l'oxigen per produir l'energia que necessiten durant els exercicis aeròbics, com ara caminar a pas lleuger, anar en bicicleta o córrer. Durant l'exercici anaeròbic extenuant, com ara l'entrenament a intervals d'alta intensitat, les curses de velocitat, l'aixecament de pesos i la pliometria, els músculs generen aquesta energia en absència d'oxigen. Quan els músculs generen energia anaeròbicament, es produeix àcid làctic com a subproducte.
Els atletes sovint associen l'àcid làctic amb una sensació coneguda com a «cremor», que és habitual durant l'exercici anaeròbic. Anteriorment, això s'atribuïa a l'acidosi làctica, és a dir, una acumulació d'excés d'àcid làctic als músculs. Tanmateix, els investigadors han descobert que la sensació de cremor és causada per nivells elevats d'ions d'oxoni que desencadenen receptors de dolor als músculs. Això passa quan l'àcid làctic es descompon en lactat, alliberant protons d'hidrogen que es combinen amb l'aigua.

### Acidosi làctica i càncer
L'acidosi làctica, que consisteix en l'acumulació de lactat a l'organisme, provoca un descens anòmal del pH de la sang, la qual cosa comporta diverses conseqüències per a la salut. Acostuma a ser causada per afeccions mèdiques agudes o cròniques preexistents (com ara la insuficiència cardíaca, la malaltia renal o els traumatismes greus, fàrmacs o intoxicacions. La simptomatologia pot incloure nàusees, vòmits, respiració ràpida i profunda, confusió i fatiga extrema.
El càncer s'associa sovint a l'acidosi làctica. En un procés conegut com l'efecte de Warburg, les cèl·lules tumorals produeixen energia mitjançant la glicòlisi, fins i tot en presència d'oxigen, la qual cosa dona lloc a la producció d'àcid làctic. Es creu que les cèl·lules canceroses poden suprimir la resposta immunitària mitjançant el manteniment d'un pH baix en el seu microambient. La metabolòmica podria ser la clau per a caracteritzar l'acidesa del microambient tumoral. Per exemple, la metabolòmica ha demostrat que les línies cel·lulars de càncer de mama responen de manera diferent a l'acidosi làctica en funció del seu grau de malignitat, informació que pot emprar-se per a personalitzar les teràpies de nova generació.

## Obtenció industrial i usos
Industrialment, la fermentació làctica està a càrrec dels bacteris del gènere Lactobacillus entre d'altres. Aquests bacteris poden actuar en la boca; l'àcid que es produeix és el causant de la càries. El iogurt es forma a conseqüència de la fermentació làctica de la lactosa de la llet.
Com a àcid làctic o en forma de lactats és emprat com a additiu alimentari en qualitat d’acidulant, regulador del pH, antioxidant, sinèrgic d’antioxidant i conservador en multitud de productes alimentosos. Hom l’empra també com a diluent d’agents aromàtics.
En medicina, el lactat és un dels components de la solució del lactat de Ringer, un fluid intravenós comparable a la sang humana i usat en la ressuscitació per trauma.